# Nicolas Ferdinand Le Grand
Nicolaas, Nicolas of Nicolaus Ferdinandus Le Grand (ca. 1660 (?) - 27 juli 1710) was een componist, werkzaam in de Republiek der Zeven Verenigde Nederlanden. Le Grand was als zanger en  sangemeester verbonden aan de Schouwburg van Van Campen te Amsterdam, er zijn van hem voornamelijk liederen bewaard gebleven.

## Leven
Over de jeugd van Nicolas is niet veel bekend. Zijn naam geeft aan dat hij uit de Zuidelijke Nederlanden of Frankrijk afkomstig kan zijn. Hij was getrouwd met Catharina Lion. Zijn oudste dochter Maria Catharina werd in 1685 geboren en gedoopt in de schuilkerk Krijtberg aan het Singel te Amsterdam.  In 1708 overlijdt Catharina Lion huysvrou van Niecolaus Verdinant Le Grant op de Prinsegracht naas de brouwery van den Engel. In 1709 is Nicolaus getuige bij de doop van een kleinzoon.
Le Grand was als muzikant verbonden aan de Schouwburg van Van Campen op de Amsterdamse Keizersgracht. Op 8 juni 1688 zong hij de titelrol van het zangspel De vrijage van Kloris en Roosje op muziek van Servaes de Koninck en waarvan de tekst Dirck Buysero wordt toegeschreven.
In 1697 is Le Grand medeoprichter van een Collegium Musicum met het doel concerten te geven; gedurende de zomer in Amsterdam en gedurende de winter in 's-Gravenhage. Medeoprichters zijn de componist Hendrik Anders, de componist Carlo Rozier en diens dochters Marie-Petronella en Maria-Anna, Jacque Coqu en zijn dochter Catharina, Frangois Desroziers en Michiel Parent. De naam Collegium Musicum werd in die tijd wel vaker gebruikt door musici.

## Werk

### Liedkunst rond 1700
In de laatste decennia van de zeventiende eeuw ontstaat in Noord-Europa een nieuwe ontwikkeling waarbij speciaal muziek wordt geschreven bij toneelstukken, die samengaat met de dramatische handeling. In 1677 werd Isis (LWV 54), gecomponeerd door Jean-Baptiste Lully in de schouwburg opgevoerd. Op 31 december 1680 beleefde Le fatiche d'Ercole per Deianira een opera van Pietro Andrea Ziani zijn Amsterdamse première. Al na een half jaar sloot de opera haar deuren.
In 1687 stond de directie van de Amsterdamse schouwburg toe dat een derde van de opgevoerde werken opera mocht zijn. Verschillende experimenten in die richting - met dans of kunst- en vliegwerk, ondervonden veel kritiek en liepen uit op een fiasco. Wel bleef er aandacht voor de opera buffa, die niet in het Italiaans of Frans, het toen heersende gebruik en die alleen door de bovenlaag kon worden verstaan, maar in de eigen taal of dialect. Vervolgens ontwikkelde zich het zogenaamde zangspel, de burgerlijke tegenhanger van de adellijke opera seria. Govert Bidloo, Johan Schenk en Thomas Arendsz. hebben een belangrijke rol gespeeld in de eerste jaren.
Vanaf 1694 lijkt een betrekkelijk kleine groep componisten en tekstdichters verantwoordelijk voor het ontstaan van de liederen die de muziekliefhebbers wordt aangeboden: de dichters Abraham Alewijn en Cornelis Sweerts, de componisten Nicolas Ferdinand Le Grand, David Petersen, Hendrik Anders en Servaes de Koninck. Hun liederen verschijnen als nieuw materiaal tot 1709 in Amsterdam, waarna tussen 1711 en 1716 in Amsterdam en Haarlem herdrukken van de werken van Alewijn volgen. De bloei van het Nederlandse lied blijkt nauw samen te hangen met de theatermuziek en de schouwburg waaraan zowel Le Grand als Servaes de Koninck en Hendrik Anders waren verbonden. Le Grand speelde een centrale rol in deze Amsterdamse liedschool: als enige componist figureert hij in twee boeken van zowel Alewijn als Sweerts, in totaal met 65 liederen.
Opmerkelijk aan de bundels is dat een basso-continuopartij verschijnt, dat ze een weinig volks karakter vertonen en daardoor mede de smaak van die tijd weerspiegelen; de liederen vertonen ook meer gelijkenis met het Franse air en de Italiaanse aria.

### Le Grands bijdrage aan de Nederlandse liedcultuur
In het oeuvre van Le Grand overheerst de Franse stijl. Er komen meer airs dan aria's voor en ook in de 'mengvormen' treffen we de Franse manier veelvuldig aan. De melodiebouw van de airs sluit zeer duidelijk aan bij de door Servaes de Koninck toegepaste stijl: ze zijn voornamelijk trapsgewijs gebouwd, met sprongen aan het begin of einde van een frase.
De Italiaanse manier van Le Grand, en ook die van De Koninck, is grillig van melodiebouw: sprongen, akkoordbrekingen, gepunteerde ritmes en imiterende passages komen veelvuldig voor. In vergelijking met de Fransche manier komen in de Italiaanse stijl veel meer sprongen en coloratuurpassages voor, waardoor de Italiaanse melodieën beweeglijker zijn dan de Franse. Een fraai voorbeeld van de toepassing van Italiaanse elementen is Le Grands Cantata a canto solo.
Le Grand is als componist betrokken bij de volgende bundels met Nederlandse liederen, waarvan hij er in totaal 65 voor zijn rekening neemt:
- Harderszangen, op tekst van Abraham Alewijn, uitgegeven in 1699, opnieuw uitgegeven in 1716
- Mengelzangen en Zinnebeelden, met componist Hendrik Anders, op tekst van Cornelis Sweerts, uitgegeven in 1694, opnieuw uitgegeven in 1697
- Tweede Deel der Mengelzangen, op tekst van Cornelis Sweerts, uitgegeven in 1695
- Triomf der Batavieren, op tekst van Abraham Alewijn, vermoedelijk uitgegeven in 1708, heruitgave vermoedelijk van 1709[14][15]

## Werken
- A. Alewyns Harderszangen. Met Zangkunst verrykt door N. F. Le Grand. Opera Seconda. Tot gemak der Speelers op de G. sleutel gesteld. De tweede Druk by Nicolas Ferdinand Le Grand
- Tweede deel der mengel-zangen, van Kornelis Sweerts; bestaande in cantus en bassus continuus, mede om op de viool, fluit, en andere instrumenten te konnen ... gestelt door F. Le Grand, etc. [Parts.] by Nicolas Ferdinand Le Grand
- Triompf der Batavieren, bestaande in eenige oorlogszangen, minnezangen en drinkliederen. / Gecomponeert door Nicolaus Ferdinandus le Grand

## Waardering
In zijn inleiding tot de Harderszangen uit 1699 (?) noemt dichter Abraham Alewijn Le Grand een groot Zangkunstenaar, die deeze Gedichten, door zoetluidende gedachten, bekoorlykheid en luister toegevoegt heeft .... Sweerts volstaat in het Tweede Deel der Mengelzangen met hem op het titelblad Zangmeester t'Amsterdam te noemen. Dit doet ook Pieter Mortier in de Triomf der Batavieren: Sangmeester binnen Amsterdam.

## Vertolking
Liederen van Nicolas Ferdinand Le Grand zijn in 2024 vertolkt en opgenomen door Rob Wanders (zang), die een nazaat van de componist is, en door Jasper Swank (instrumentatie).

## Voetnoten
1. ↑  In 1696 wordt Anna Ludovica geboren en het jaar daarop een zoon.
2. ↑  Doopbewijs [dode link]
3. 1 2   Rudolf Rasch, in online cursus Een muzikale republiek, Geschiedenis van de muziek in de Republiek der Verenigde Nederlanden, 1572-1795, Hoofdstuk Tien, De theaters I: Amsterdam, 10.4 De Amsterdamse Schouwburg 1677-1772
4. ↑   A.K.J. Zielhorst, Liedkunst in Amsterdam rond 1700 in De Eeuwwende 1700, dl. 3, De Kunsten, André Klukhuhn, samensteller met medewerking van R.A. Rasch et al., Bureau Studium Generale, Rijksuniversiteit Utrecht, 1991, Studium Generale Reeks 9104, ISBN 9072145208, blz. 142
5. ↑   Rudolf Rasch, in online cursus Een muzikale republiek, Geschiedenis van de muziek in de Republiek der Verenigde Nederlanden, 1572-1795, Hoofdstuk Dertien, Het concertwezen, 13.2 Amsterdam
6. ↑  Haven, K. van der (2008) Achter de schermen van het stadstoneel. Theaterbedrijf en toneelpolemiek in Amsterdam en Hamburg 1675-1750, p. 33.
7. ↑  De theaters I: Amsterdam
8. ↑  Italian opera in Central Europe
9. ↑  Balfoort, P. (1938) Het muziekleven in Nederland in de 17e en 18e eeuw, p. 84.
10. ↑   Pieter Dirksen, Amsterdam 1698, Cornelis Sweerts houdt een pleidooi voor het gebruik van de eigen taal in de muziek, Zingen in een kleine taal rond 1700 in Een muziekgeschiedenis der Nederlanden, samengesteld door Louis Peter Grijp, Ignace Bossuyt, Amsterdam University Press, 2001, ISBN 9053564888, 9789053564882, blz. 318
11. ↑   A.K.J. Zielhorst, Liedkunst in Amsterdam rond 1700 , blz. 133
12. ↑   A.K.J. Zielhorst, Liedkunst in Amsterdam rond 1700 , blz. 146-147
13. ↑   A.K.J. Zielhorst, Liedkunst in Amsterdam rond 1700 , blz. 146
14. ↑   A.K.J. Zielhorst, Liedkunst in Amsterdam rond 1700 , blz. 134
15. ↑   Deze bundel is waarschijnlijk geschreven naar aanleiding van de overwinning in de Spaanse Successieoorlog van het Engels-Nederlandse leger op de Fransen in juli 1708; de titel roept herinneringen op aan de ‘voorloper’ van deze traditie, het vredesspel van Dirck Buysero en Carel Hacquart van dertig jaar eerder. Zie Pieter Dirksen, Amsterdam 1698, Cornelis Sweerts houdt een pleidooi voor het gebruik van de eigen taal in de muziek, blz. 321
16. ↑   A.K.J. Zielhorst, Liedkunst in Amsterdam rond 1700, blz. 143
17. ↑  Rob Wanders ( bariton) - LOF DER ZANGKONST (N. F. le Grand* [~1660-1710) (Samplevideo van CD)]. Geraadpleegd op 1 maart 2024.